# Relations économiques entre l'Union soviétique et l'Allemagne nazie
Après la prise de pouvoir des nazis en Allemagne en 1933, les relations économiques entre l'Union soviétique et l'Allemagne nazie se détériorèrent rapidement et le commerce se réduisit. Après ces années de tension et de rivalité, l'Allemagne nazie et l'Union soviétique commencèrent à améliorer leurs relations en 1939. En août, les deux pays accrurent leurs relations économiques en signant un accord commercial permettant à l'URSS de transférer des minerais et des produits alimentaires en échange d'armes, de technologies militaires et de machines-outils. Cet accord accompagnait le Pacte germano-soviétique, qui comprenait des protocoles secrets visant à partager l'Europe orientale en sphères d'influence.
Les deux pays accrurent encore leurs échanges en signant un accord commercial plus large en février 1940. Ainsi, l'Allemagne recevait des quantités significatives de matières premières nécessaires à son industrie de guerre comme le pétrole, des céréales, du caoutchouc et des minerais et transférait des armes, de la technologie et des machines-outils en Union soviétique. Après que des négociations concernant une possible entrée de l'Union soviétique dans l'Axe échouèrent et ce malgré les demandes réitérées de Staline (transmises par Molotov une dernière fois, de façon pressante,  le 17 janvier 1941), les deux pays réglèrent de nombreuses questions territoriales et augmentèrent leurs échanges dans le cadre d'un accord en janvier 1941.
Les relations économiques entre les deux pays furent brutalement interrompues lors de l'attaque allemande en juin 1941.

## Contexte

### Échanges commerciaux avant les années 1930

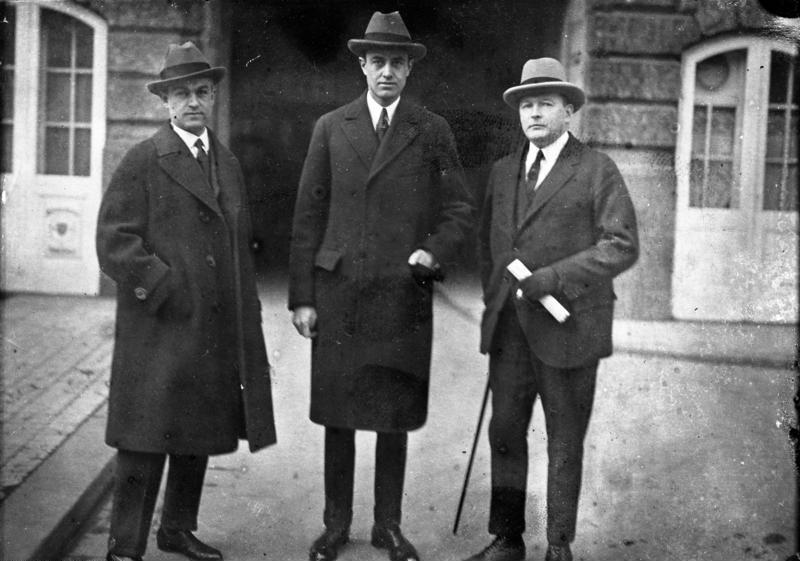
L'homme d'affaires américain William Averell Harriman (au centre) à Berlin en 1925 pour négocier avec l'Allemagne un accord sur le manganèse soviétique.

L'Allemagne manquait de ressources naturelles dont de nombreuses matières premières nécessaires à l'effort et à l'industrie militaire,. Depuis la fin du XIXe siècle, elle dépendait fortement des approvisionnements russes. Avant la Première Guerre mondiale, l'Allemagne importait annuellement pour 1,5 milliard de Reichsmarks de matières premières en provenance de Russie. Cependant, les deux économies avaient grandement différées avant la Première Guerre mondiale. L'Allemagne était devenue la seconde économie du monde avec une main d'œuvre qualifiée et un puissant secteur privé. Bien que l'Empire russe ait connu une modernisation très rapide avec une multiplication par dix de son potentiel industriel dans les 50 années précédant la guerre, il restait un pays essentiellement agricole et rural. Son industrie reposait lourdement sur les commandes étatiques et était fortement régulée par l'état.

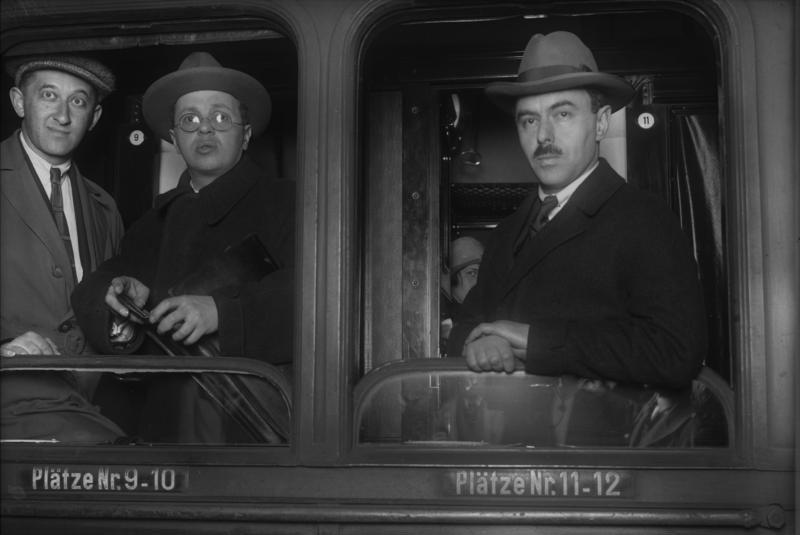
Délégation économique soviétique à Berlin en 1927

Les importations russes d'Allemagne chutèrent sévèrement après la guerre car la Russie était épuisée par la guerre et par la guerre civile russe et avait vu sa production industrielle chuter de 90 %. L'économie allemande elle aussi épuisée par la guerre luttait pour recouvrer ses niveaux d'avant-guerre malgré l'hyperinflation.
La production industrielle soviétique ne retrouva son niveau de 1913 qu'en 1927 mais les échanges entre l'Allemagne et l'URSS atteignaient 433 millions de Reichsmarks par an après une série d'accords commerciaux entre les deux pays dans les années 1920.
L'économiste Nikolaï Kondratiev avait été invité à étudier l'économie soviétique et il préconisa de conserver un semblant d'économie de marché dans la nouvelle politique économique. À la fin des années 1920, Staline orienta l'économie dans la direction opposée en lançant une industrialisation à grande échelle dans le cadre du premier plan quinquennal. L'économie soviétique était encore composée à 80 % par le secteur privé et le plan prévoyait la destruction des derniers vestiges du libre marché. Kondratiev fut accusé de soutenir une théorie "contre-révolutionnaire" et fut licencié et envoyé en prison.

### Début des années 1930
Bien que l'industrie soviétique ait fortement augmenté sa production, les exportations soviétiques vers l'Allemagne chutèrent à 223 millions de Reichsmarks en 1934 car elle restait encore en retrait par rapport à l'économie allemande malgré une population soviétique deux fois plus importante que la population allemande. La production d'acier soviétique ne rattrapa la production allemande qu'en 1933 du fait des effets de la Grande Dépression en Allemagne.
Voici les importations allemandes de Russie et d'URSS entre 1912 et 1933:
| Année                    | Importations de Russie/URSS* |  | Année | Importations de Russie/URSS* |  |
| ------------------------ | ---------------------------- |  | ----- | ---------------------------- |  |
| 1912                     | 1 528                        |  | 1928  | 379                          |  |
| 1913                     | 1 425                        |  | 1929  | 426                          |  |
| 1923                     | 147                          |  | 1930  | 436                          |  |
| 1924                     | 141                          |  | 1931  | 304                          |  |
| 1925                     | 230                          |  | 1932  | 271                          |  |
| 1926                     | 323                          |  | 1933  | 194                          |  |
| 1927                     | 433                          |  |       |                              |  |
| *millions de Reichsmarks |                              |  |       |                              |  |

Tandis que les exportations soviétiques vers l'Allemagne ne représentait qu'un faible pourcentage, les exportations allemandes vers l'URSS représentaient 46 % du total des importations soviétiques en 1932. À ce moment, les Soviétiques s'intéressaient peu aux acheteurs étrangers et ceux-ci étaient réticents face à un système de monopole étatique regroupant toutes les transactions.

## Arrivée au pouvoir des nazis et dégradation des relations

### Arrivée au pouvoir des nazis

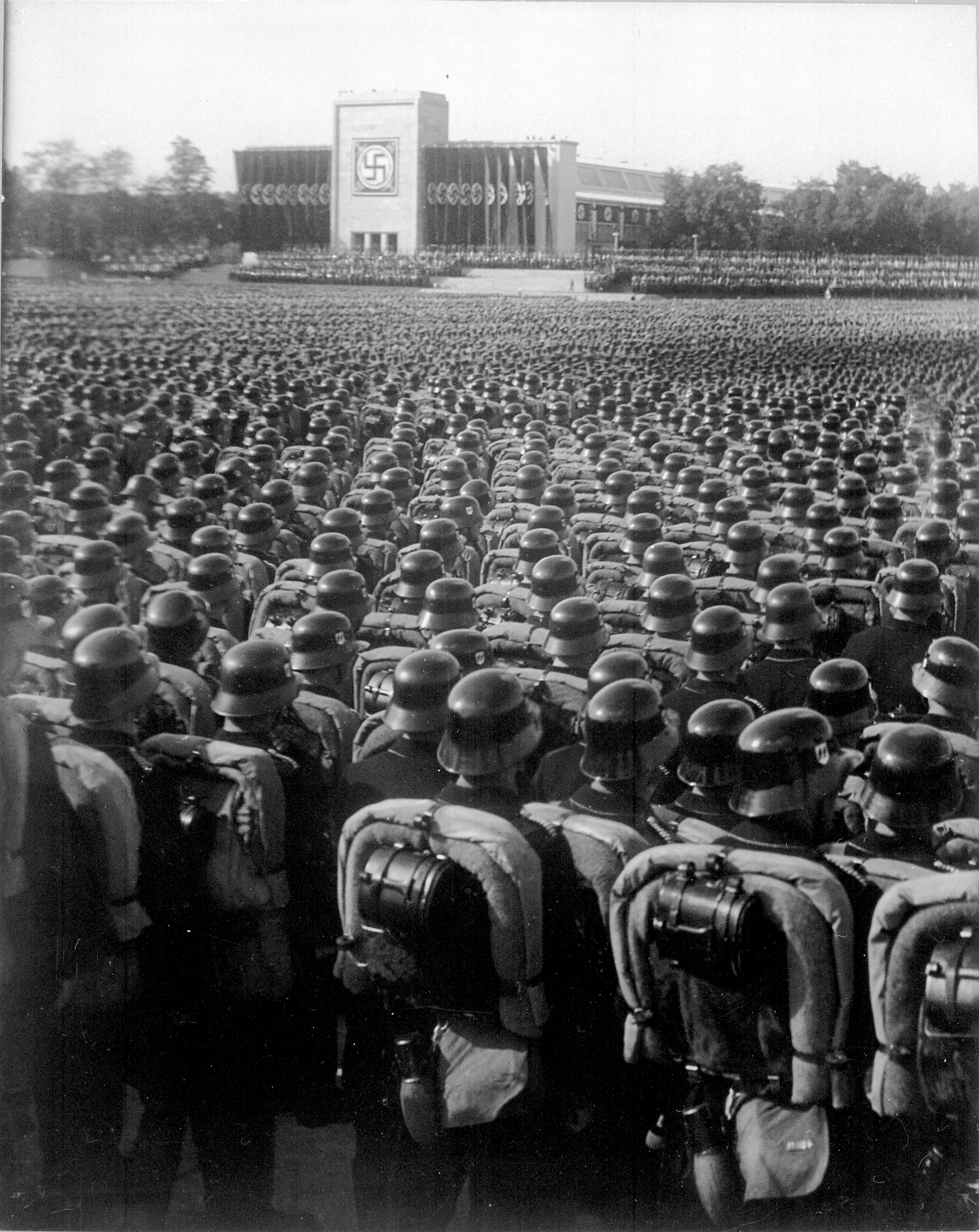
Parade au rassemblement du parti nazi à Nuremberg en 1935

L'arrivée au pouvoir du Parti nazi accrut les tensions entre l'Allemagne et l'Union soviétique du fait de la politique raciale nazie qui considérait l'Union soviétique comme un pays d'"untermenschen" dirigée par une clique judéo-bolchevique,. En 1934, Adolf Hitler évoqua une guerre inévitable contre les "idéaux panslaves" dont la victoire menerait à une "domination permanente du monde", néanmoins, il déclara qu'il "faudrait faire une partie de la route avec les Russes, si cela pouvait nous aider". Dans Mein Kampf, Hitler écrivit, en 1925, que la destinée de l'Allemagne était de se tourner vers l'est comme "elle le fit 600 ans plus tôt" et "que la fin de la domination juive sur la Russie sera aussi la fin de la Russie en tant qu'état". Dans Mein Kampf, Hitler dit, concernant la période de sa vie qui suit le décès de sa mère : "C'est à cette époque que mes yeux s'ouvrirent à deux dangers que je connaissais à peine de nom et dont je ne soupçonnais nullement l'effrayante portée pour l'existence du peuple allemand : le marxisme et le judaïsme".
L'idéologie nazie se fondait sur une lutte raciale plutôt que sur une lutte des classes comme l'idéologie communiste. Alors que l'idéologie nazie s'opposait à la fois au communisme et au capitalisme de type libéral, associant les juifs avec les deux systèmes,, l'Allemagne se tourna vers une économie planifiée similaire par certains aspects à celle de l'URSS qui convenait avec l'anticapitalisme commun à Staline et à Hitler. Les critiques nazies du capitalisme de type libéral partageaient certaines similarités avec les critiques marxistes en ce qui concernait la concentration d'argent excessive ou la surproduction. Hitler déclara par la suite que le meilleur remède à l'inflation était "à chercher dans les camps de concentration". Alors que le marxisme avançait la révolution comme solution, Hitler considérait que la solution résidait dans l'expansion territoriale et l'acquisition de nouvelles ressources à travers la création du lebensraum. Cependant, le secteur privé n'était pas incompatible avec l'économie planifiée allemande.
L'Allemagne connut une croissance de près de 70 % entre 1933 et 1938 tandis que l'Union soviétique connut la même croissance entre 1928 et 1938. Cependant du fait de la forte intervention étatique, les deux pays devinrent de plus en plus isolés et se développèrent de manière autarcique. Dans le cas de l'Allemagne, cette croissance était en grande partie due à la politique de réarmement qui accaparait 52 % des dépenses publiques et provoquait la quasi mise en faillite de l'Allemagne.
Dans le milieu des années 1930, l'Union soviétique fit des efforts répétés pour se rapprocher de l'Allemagne. Les Soviétiques cherchaient à payer les dettes de leurs anciens échanges avec des matières premières et l'Allemagne cherchait à se réarmer ce qui amena les deux pays à signer un accord sur des facilités de crédits en 1935. En 1936, les Soviétiques cherchèrent à se rapprocher politiquement avec un nouvel accord qui fut refusé par Hitler qui souhaitait éviter un tel rapprochement politique. En réponse à la volonté de Staline de créer un véritable accord économique, le NKVD l'avertit que "toutes les tentatives soviétiques pour se rapprocher de l'Allemagne étaient condamnées et que le principal obstacle à un tel rapprochement était Hitler." Staline n'était pas d'accord avec cette analyse et répondit au NKVD "Comment Hitler peut-il nous faire la guerre alors qu'il a accordé tant de crédits ? C'est impossible. Les cercles industriels allemands sont trop puissants et ils sont sur la sellette."

### Détérioration des relations dans le milieu des années 1930
En 1936, les nationalistes espagnols reçurent le soutien de l'Allemagne et de l'Italie fasciste dans le cadre de la guerre d'Espagne tandis que les Soviétiques soutenaient les républicains. La même année, l'Allemagne et le Japon entrèrent dans le Pacte anti-Komintern, et furent rejoints un an plus tard par l'Italie.
En 1936, l'Allemagne connut une crise alimentaire et industrielle du fait de la difficulté des organismes étatiques à contrôler les prix face aux forces du marché. Hitler rédigea donc un mémorandum selon lequel toute l'économie devait être tournée vers la préparation de la guerre. De cette idée est née le vierjahresplan (plan de quatre ans) dont le but était le réarmement du Troisième Reich,. Les conseillers avaient suggéré un plan de cinq ans mais Hitler la rejeta en faveur du plan de quatre ans apparaissant moins marxiste.

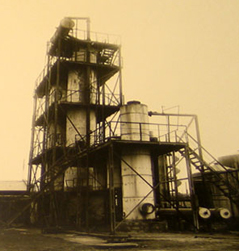
Raffinerie de Bakou utilisant la technique de craquage de Vladimir Choukhov en 1934.

Les Grandes Purges de 1937 et 1938 rendirent un accord avec l'Allemagne encore moins probable en éliminant les administrateurs soviétiques susceptibles de pouvoir mener ces négociations. Plus de 34 000 officiers furent exécutés dans le cadre d'une lutte contre une « conspiration facisto-trotskyste » dont 45 % des officiers supérieurs. Des officiers politiques dont 73 % n'avaient aucune expérience militaire furent mutés dans l'Armée rouge. Ces purges menèrent Hitler à croire que l'Union soviétique était militairement faible.
Les relations économiques furent ralenties par les tensions politiques provoquées par l'Anschluss en mars 1938. Les exportations soviétiques vers l'Allemagne chutèrent à 47,4 millions de reichsmarks en 1937 soit un cinquième du niveau de 1934. Les importations allemandes des pays d'Europe orientale étaient :
| 1934                                                | 223,0 | 78,1  | 42,3 | 8,2  | 21,1 | 15,1 |
| 1935                                                | 201,7 | 75,5  | 41,4 | 13,0 | 31,1 | 2,0  |
| 1936                                                | 93,2  | 74,0  | 46,1 | 13,8 | 33,2 | 9,1  |
| 1937                                                | 63,1  | 80,7  | 70,1 | 23,7 | 45,7 | 17,2 |
| 1938                                                | 47,4  | 109,4 | 88,6 | 24,0 | 43,5 | 27,6 |
| 1939                                                | 52,8  | 140,8 | 88,9 | 24,3 | 43,6 | 27,8 |
| *Importations allemandes en millions de Reichsmarks |       |       |      |      |      |      |

Malgré la forte chute des échanges entre les deux pays, l'Allemagne restait parmi les trois premiers importateurs pour l'Union soviétique et fournit entre un et deux tiers des machines-outils nécessaires à l'industrialisation du pays.

### Les plans de quatre et cinq ans
Le plan allemand de quatre ans et le plan soviétique de cinq ans mettaient tous les deux l'accent sur la construction d'infrastructures militaires, d'usines, de canaux, de routes et de villes qui produisirent une série de crises d'approvisionnement dans les secteurs non prioritaires. Le monopsone entravaient les deux systèmes où l'état était le principal sinon le seul acheteur du marché et l'apparition de structures bureaucratiques ralentissaient encore plus l'efficacité de la production. En mars 1939, l'Union soviétique annonça les directives du troisième plan quinquennal. Le secteur militaire reçut la plus haute priorité. La pression pour réaliser les objectifs du plan étaient telles que tout échec pouvait être interprété comme du sabotage économique. En 1936, le chef de la Gosbank fut fusillé après avoir suggéré une diminution des contrôles économiques. 
Le plan de quatre ans allemand prévoyait la modernisation et l'expansion de l'agriculture à cause de la peur d'un blocus, la construction d'un réseau d'autoroutes et un programme massif d'industrialisation militaire. La pression sur les ressources déjà rares fit que de nombreux projets durent être repoussés. En réponse au développement du marché noir, l'Allemagne passa des lois sanctionnant le marché noir de « sabotage économique » passible de la peine de mort. Les possessions des juifs et des opposants politiques furent également saisies.

### Croissance des dépenses militaires en URSS et en Allemagne

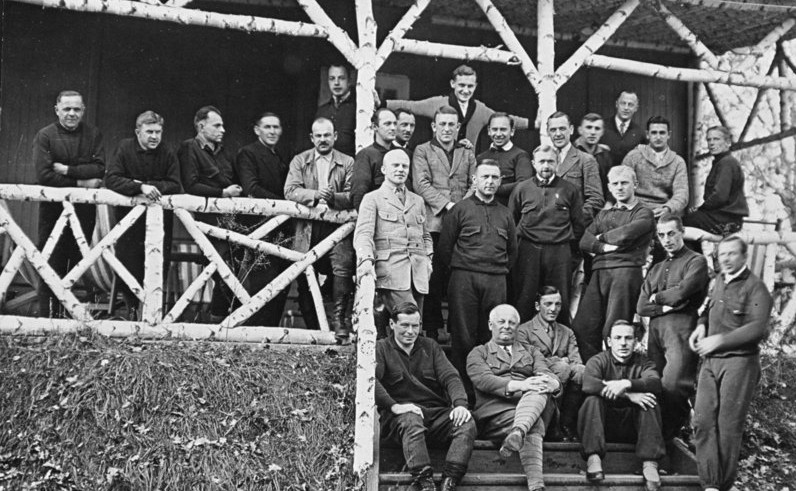
Cadres allemands au complexe d'armement chimique de Tomka en Union soviétique, 1928.

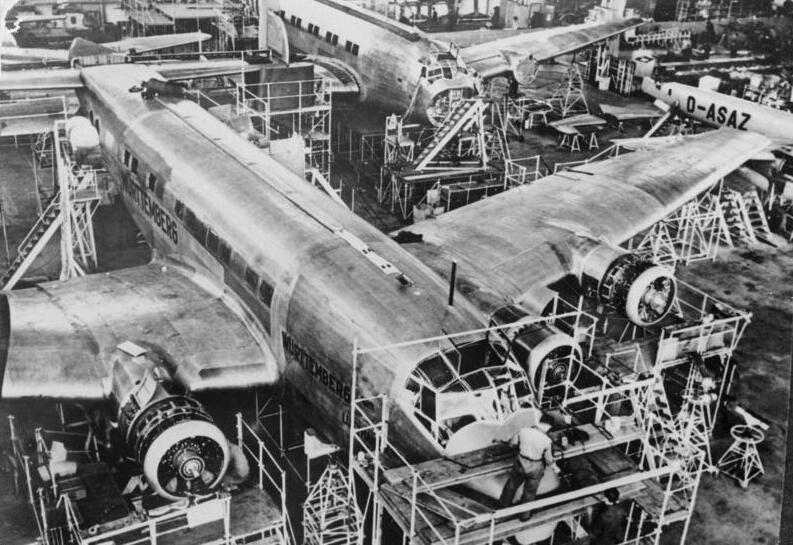
Avion de ligne allemand Ju-90 développé par et pour la Lufthansa, 1938.

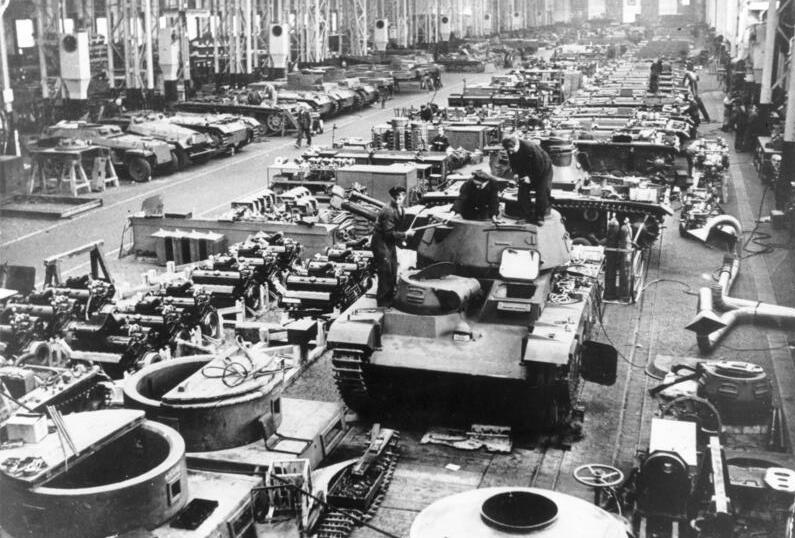
Ligne de production du Neubaufahrzeug allemand, 1940.

Les demandes allemandes et soviétiques d'équipement militaire, déjà importantes après le lancement des plans de quatre et cinq ans, s'accrurent encore après les accords de Munich. Alors que Staline et Hitler évoquaient depuis longtemps la nécessite impérieuse de se préparer à la guerre, Hitler prévoyait une guerre d'agression destinée à créer un empire européen et à balayer le judéo-bolchevisme.
Les restrictions du traité de Versailles ont fait que l'armée allemande est restée très faible jusqu'au début des années 1930, bien que des efforts aient été entrepris pour restaurer la puissance militaire allemande dès la fin des années 1920. Les dépenses militaires allemandes restèrent faibles durant cette période : 
| 1928                                                      | 0,75 | 0,88 | NA   | NA   |
| 1929                                                      | 0,69 | 1,05 | 0,69 | 1,05 |
| 1930                                                      | 0,67 | 1,20 | 0,73 | 1,12 |
| 1931                                                      | 0,61 | 1,79 | 0,75 | 1,43 |
| 1932                                                      | 0,69 | 1,05 | 0,98 | 0,70 |
| *Ajustement dû à l'inflation calculé sur une base de 1929 |      |      |      |      |

Pour contourner les restrictions du traité de Versailles, les deux pays collaborèrent dès les années 1920 pour permettre aux Allemands d'établir des centres de recherches en Union soviétique pour concevoir et tester des chars, des armes chimiques et des avions tandis que des instructeurs soviétiques venaient en Allemagne. Cette collaboration fut cependant arrêtée par l'arrivée au pouvoir d'Hitler en 1933. Peu après, il ordonna le triplement des effectifs de l'armée en une année. L'Allemagne réalisa des augmentations secrètes des dépenses militaires et cessa de publier la liste de ses officiers. Le 16 mars 1935, à la surprise générale, Hitler rétablit le service militaire obligatoire et ordonna la création d'une armée de 550 000 hommes. La France et le Royaume-Uni se contentèrent de manifester leur mécontentement mettant fin de fait aux restrictions du traité de Versailles.
Plus de 20 % de tous les travailleurs industriels allemands ont travaillé pour les forces armées, tandis que près de 33 % de ceux dans les secteurs manufacturier et la construction y travaillaient.
En 1939, plus de 20 % de travailleurs allemands de l'industrie ainsi que près d'un tiers du secteur manufacturier et de la construction travaillaient pour les forces armées. Par comparaison, la Grande-Bretagne produisit 8 fois moins de matériels militaires que l'Allemagne en 1938. Les dépenses militaires explosèrent de moins de 2 % du produit national brut sous la République de Weimar à 23 % en 1939,: 
| 1933                                                      | 0,62  | 4,03  | 0,91  | 2,46  |
| 1934                                                      | 4,09  | 5,40  | 5,7   | 2,82  |
| 1935                                                      | 5,49  | 8,20  | 7,40  | 3,39  |
| 1936                                                      | 10,27 | 14,80 | 13,53 | 5,05  |
| 1937                                                      | 10,96 | 17,48 | 14,19 | 5,54  |
| 1938                                                      | 17,25 | 22,37 | 27,04 | 7,66  |
| 1939                                                      | 38,00 | 40,88 | 38,6  | 10,25 |
| *Ajustement dû à l'inflation calculé sur une base de 1929 |       |       |       |       |

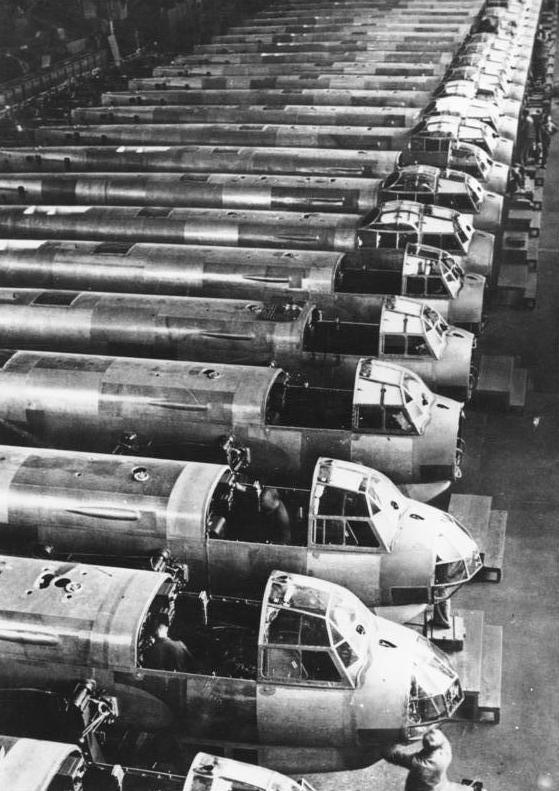
Ligne de fabrication du Ju 88.

Staline pensait que la guerre qui approchait aurait lieu entre les puissances impérialistes et dans les années 1920, il anticipait même une guerre entre les États-Unis et le Royaume-Uni. Les dépenses militaires soviétiques suivirent la hausse des dépenses militaires allemandes. Néanmoins, l'écart entre les dépenses des deux pays s'accrut fortement lorsque l'on tenait compte du fort niveau d'inflation soviétique et de la relative déflation allemande. Le plan quinquennal soviétique prévoyait le déploiement massif de nouvelles technologies et de nouveaux équipements. Après que Staline eut reconnu la médiocre performance de l'aviation soviétique lors de la guerre civile espagnole, l'accent fut mis sur la production militaire. En 1937, 20 % des investissements allaient dans le domaine de la défense. De même, les effectifs de l'armée passèrent de 562 000 en 1931 à 1,5 million en 1938. De grands efforts étaient également entrepris pour mettre à niveau le réseau de transport dramatiquement sous-développé.

### Crise de l'approvisionnement en matières premières en Allemagne
À la fin des années 1930, le commerce devint difficile car l'Allemagne ne disposait pas des ressources en or pour payer son déficit extérieur. Elle devait également faire face à un boycott des produits allemands à la suite de la Nuit de Cristal en novembre 1938.
L'Allemagne fut donc obligée de se tourner vers un partenaire moins exigeant : L'Union soviétique. Les raisons économiques ne furent pas les seules à justifier ce rapprochement. Malgré ses travaux sur la transformation du charbon, l'Allemagne ne pouvait faire face qu'à 25 % de ses besoins en pétrole. Comme son principal fournisseur, les États-Unis, pourrait certainement arrêter ses exportations en cas de guerre, l'Allemagne devait se tourner vers l'URSS et la Roumanie. L'Allemagne souffrait également des mêmes problèmes d'approvisionnement en ce qui concerne les métaux rares comme le chrome, le tungstène, le nickel, le molybdène et le manganèse, indispensables pour la fabrications d'alliages métalliques comme l'acier. L'Allemagne devait par exemple importer 100 % de son chrome et la perte des importations d'Afrique du Sud et de Turquie dues à un blocus pourraient réduire cet approvisionnement de 80 %. De même pour le manganèse, dont le principal fournisseur était l'Afrique du Sud, alliée de la Grande-Bretagne. De plus, les minerais de Chine et de Turquie transportés par la terre devaient nécessairement emprunter les chemins de fer soviétiques et donc obtenir l'autorisation de Staline. Dans le même temps, l'Union soviétique était le plus gros producteur mondial de manganèse, le second pour le chrome et le platine et le troisième pour le pétrole, le fer et le nickel.
Le caoutchouc était particulièrement problématique car l'Allemagne importait 80 % de son caoutchouc et sa pénurie avait provoqué des problèmes lors de la Première Guerre Mondiale. La production étant localisée en Malaisie et en Insulinde dans des territoires britanniques et hollandais, la rupture de ces approvisionnement serait certaine lors du déclenchement de la guerre, ne laissant à l'Allemagne qu'un stock de deux mois. L'industrie allemande ne pouvait fournir que 50 % des besoins avec du caoutchouc synthétique malgré un investissement très important dans le domaine.
Bien que l'Allemagne ait réduit sa dépendance alimentaire de 35 % en 1927 à 13 % en 1939, la perspective d'envahir des pays importateurs de produits alimentaires pourrait augmenter les besoins. Les importations de céréales de Russie et d'Ukraine pourrait permettre de faire face à cette hausse. 
En 1936, Hermann Goering déclara à de nombreux industriels qu'obtenir des matières premières de Russie était tellement important qu'il soumettrait le problème à Hitler en personne même si ce dernier pourrait être mal disposé à l'accepter". En 1937, l'accroissement de l'écart entre les besoins et les approvisionnements en matières premières devint l'un des problèmes majeurs de l'Allemagne. L'industrie militaire allemande avait un besoin désespéré de matières premières comme le manganèse et le pétrole qui ne pouvaient être obtenus facilement qu'avec l'Union soviétique. Goering établit que l'Allemagne devait mettre en place des liens économiques avec l'Union soviétique « à n'importe quel prix ».
Après avoir entendu le rapport désastreux des planificateurs allemands, Hitler demanda le 5 novembre 1937 à ses généraux d'envisager l'invasion des pays voisins pour obtenir un approvisionnement en produits agricoles et miniers. L'Anschluss et l'invasion de la Tchécoslovaquie furent menés autant pour des motifs idéologiques qu'économiques. L'Allemagne s'empara par exemple des usines Škoda produisant des chars qui furent réutilisées par la Wehrmacht et des réserves d'or des banques autrichiennes et tchécoslovaques.

## Discussions commerciales entre 1938 et 1939

### Discussions initiales
L'Allemagne et l'Union soviétique débattirent sur la création d'un accord économique jusqu'au début 1939. Durant le printemps et l'été 1939, les Soviétiques négocièrent un pacte politique et militaire avec la France et la Grande-Bretagne tout en lançant des discussions sur un possible accord politique avec l'Allemagne,,,,,,,,,,.
Les discussions politiques qui suivirent entre les deux pays furent menées par l'intermédiaire des négociations économiques du fait des besoins importants des deux pays et de la disparition des contacts politiques à la suite du pacte anti-Komintern et de la guerre d'Espagne. Les stratèges allemands s'inquiétaient d'une pénurie massive de pétrole, de nourriture et de minerai dans le cas d'une guerre sans le soutien soviétique dès le printemps 1939.

### Règlement des anciennes querelles et finalisation des accords
À la fin du mois de juillet et au début aout, l'Union soviétique et l'Allemagne étaient sur le point de finaliser les termes d'un possible accord économique et commencèrent à envisager la possibilité d'un accord politique, qui selon les Soviétiques ne pourrait se faire qu'après un accord économique,. Ils discutèrent des hostilités antérieures et établirent qu'"il existe un point commun dans les idéologies de l'Allemagne, de l'Italie et de l'Union soviétique : L'opposition aux démocraties capitalistes,, ni nous, ni l'Italie n'avons rien en commun avec les démocraties occidentales et il nous semble anormal qu'un état socialiste puisse se tenir aux côtés de l'occident capitaliste." Les Allemands expliquèrent que leur ancienne hostilité envers les bolcheviks s'était calmée à la suite des changements dans le Komintern et la renonciation soviétique d'une révolution mondiale. Les officiels soviétiques déclarèrent qu'il s'agissait de négociations "extrêmement importantes". 
Comme l'Allemagne avait prévu l'invasion de la Pologne pour le 25 août et se préparait à la guerre avec la France, les stratèges allemands estimèrent que du fait du blocus britannique, l'Union soviétique serait le seul fournisseur pour de nombreux produits. Chaque étude militaire ou économique prévoyait que l'Allemagne serait condamnée à la défaite sans obtenir au moins la neutralité soviétique. À partir de la mi-août, les deux pays travaillèrent sur les derniers détails techniques mais les Soviétiques retardèrent la signature de l'accord jusqu'à ce qu'ils soient sûrs qu'un accord politique avait été trouvé.

## Négociations économiques et politiques en 1939

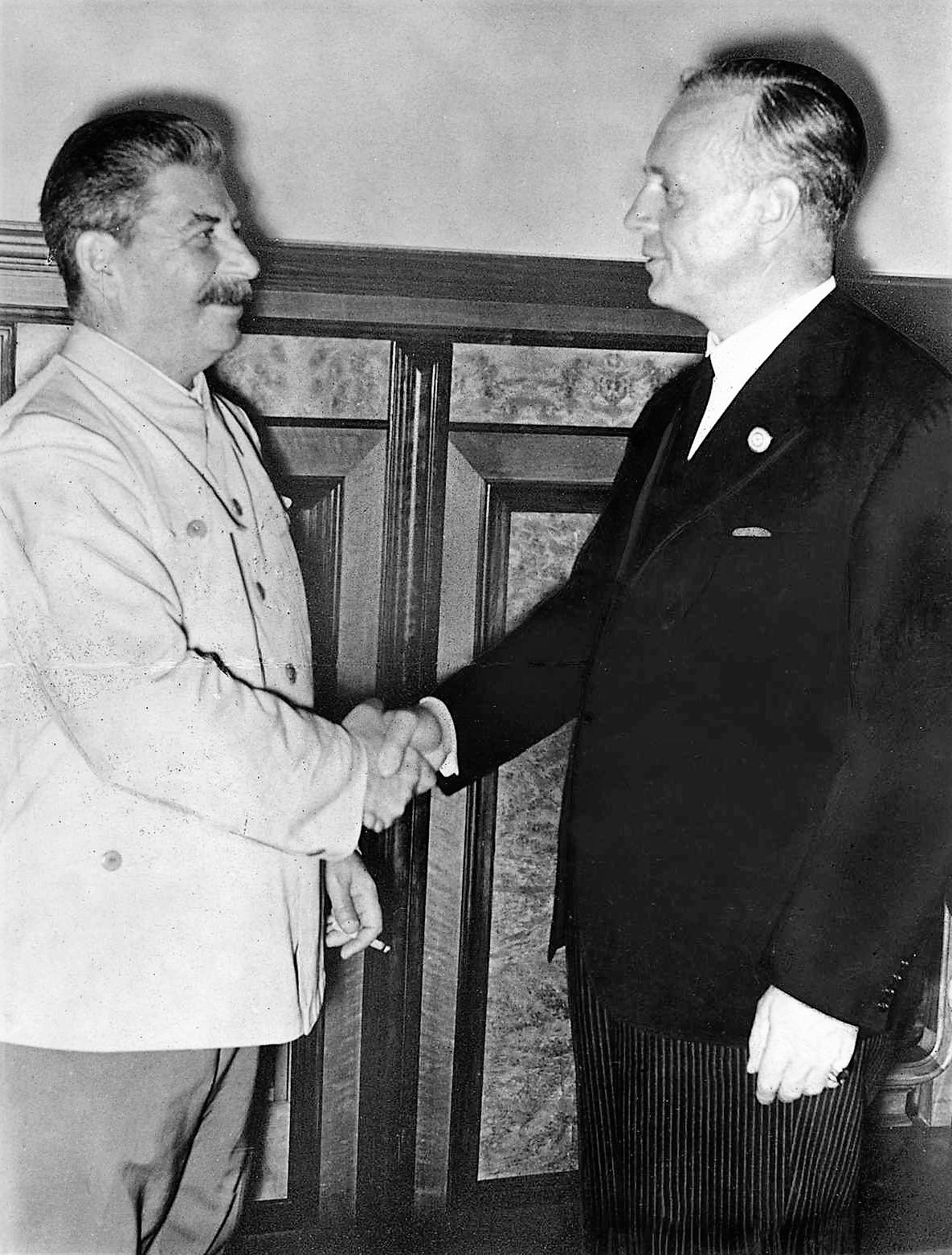
Staline et Ribbentrop à la signature du Pacte

L'Allemagne et l'Union soviétique signèrent un accord commercial le 19 août concernant la vente de matériels allemands en échange de matières premières soviétiques pour 200 millions de Reichsmarks,. Les accords existants prévoyaient le transfert de 120 millions de Reichsmarks de produits allemands contre 180 millions de Reichsmarks de produits soviétiques,,,. Un membre du ministère des affaires étrangères allemand Karl Schnurre nota à ce moment que "les mouvements de biens envisagés dans l'accord pourrait atteindre plus d'un milliard de Reichsmarks dans les prochaines années". Il ajouta que ce traité était une grande avancée car "il permettait de renouer des liens politiques avec la Russie et que cet accord était considéré par les deux pays comme un premier pas décisif vers le rétablissement de relations politiques". La Pravda publia un article le 21 août déclarant que l'accord du 19 août "pouvait apparaître comme un élément décisif pour améliorer non seulement les relations économiques mais également les relations politiques entre l'Allemagne et l'URSS". Le ministre des Affaires étrangères soviétique Viatcheslav Molotov écrivit dans la Pravda que l'accord "était bien meilleur que tous les traités antérieurs" et "que nous n'avons jamais réussi à obtenir un accord économique aussi favorable avec la France, la Grande-Bretagne ou n'importe quel autre pays".
Le 24 août, les deux pays signèrent la partie politique et militaire de l'accord, le Pacte germano-soviétique qui était officiellement un accord de protection mutuelle et de non-agression entre l'Allemagne et l'URSS. Il contenait cependant des accords secrets concernant la répartition des territoires d'Europe du Nord et d'Europe de l'Est en sphères d'influences.

## Division de l'Europe orientale

Changements territoriaux planifiés et effectifs en Europe centrale entre 1939 et 1940

Une semaine après la signature du pacte, la partition de la Pologne commença avec l'invasion allemande de l'ouest du pays. La Grande-Bretagne met immédiatement en place un blocus de l'Allemagne mais se rendit rapidement compte qu'il ne pourrait pas être aussi efficace que celui de la Première Guerre mondiale.
Le 17 septembre, l'Armée rouge envahit l'Est de la Pologne en accord avec les dispositions du pacte. Les trois États baltes, l'Estonie, la Lettonie et la Lituanie sont forcés de signer un prétendu "pacte d'assistance mutuelle" qui permet le stationnement d'unités soviétiques sur leur territoire et sont de facto annexés à l'Union soviétique.

## Discussions pour élargir l'accord économique

### Crise allemande des matières premières et besoins soviétiques

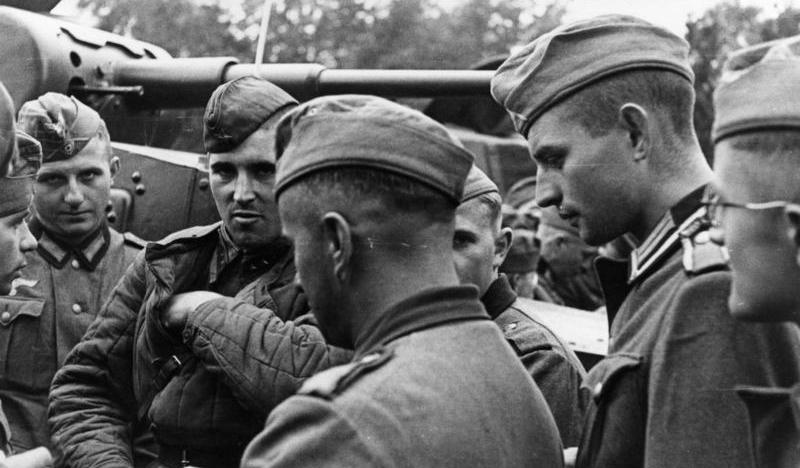
Rencontre entre des soldats allemands et soviétiques à Lublin en Pologne, septembre 1939

L'impatience hitlérienne pour attaquer la Pologne en 1939 plaça la machine de guerre allemande au bord de la rupture. Tandis que l'alliance soviétique apportait un grand bénéfice militaire à l'Allemagne qui pouvait ne laisser que 11 divisions sur sa frontière orientale, même l'invasion rapide de la Pologne avait épuisé les ressources militaires, il ne restait que six semaines de munitions. Face au blocus britannique, le seul État pouvant approvisionner l'Allemagne en pétrole, caoutchouc, minerai et céréales était l'Union soviétique.
De plus, l'Allemagne importait pour 141 millions de Reichsmarks de produits polonais en 1938 et le tiers du territoire était maintenant contrôlé par les Soviétiques qui occupaient les territoires produisant 70 % du pétrole polonais. L'Allemagne avait besoin d'une alliance économique avec les Soviétiques allant plus loin que le simple accord du 19 août. Au même moment, la demande soviétique pour des biens manufacturés comme les machines-outils allemandes s'accrut car de nombreux pays cessèrent de commercer avec l'URSS à la suite de l'invasion de la Pologne. Les États‑Unis cessèrent les expéditions d'armement après la signature du pacte germano-soviétique, ils instaurèrent un embargo complet après la guerre d'Hiver. Des mesures de rétorsion similaires furent prises par la France et la Grande-Bretagne. L'Allemagne devenait le seul fournisseur pour de nombreux produits. En conséquence, les deux pays commencèrent des discussions pour un nouvel accord,.

### Négociations
Après la division de la Pologne, les deux états signèrent un traité d'amitié et de reconnaissance de la frontière commune le 28 septembre. Le préambule stipulait l'intention des deux pays à "développer des relations économiques et commerciales par tous les moyens possibles". Le texte précisait "pour cela un programme économique doit être mis en place par les deux parties selon lequel l'Union soviétique devait livrer des matières premières à l'Allemagne qui répondrait en réalisant des cargaisons de produits industriels". Par la suite, le pétrole, les produits alimentaires et le bétail produits dans la partie soviétique de la Pologne furent envoyés en Allemagne en accord avec la clause de coopération économique du traité du 28 septembre. Une semaine plus tard, Ribbentrop donna l'autorisation pour de nouvelles négociations.
Au début du mois d'octobre, les officiels allemands proposèrent un accord pour augmenter les exportations soviétiques de matières premières de plus de 400 %, alors que les Soviétiques demandaient des livraisons massives d'armes et de technologie allemande dont la livraison de croiseurs allemands de la classe Admiral Hipper. Au même moment, l'Allemagne accepta une offre faite par l'URSS de lui fournir une base navale à Zapadnaya Litsa (à 120 km de Mourmansk). D'autres discussions eurent lieu à Moscou au début du mois de février 1940 à propos des équipements militaires allemands devant être fournis.

## L'accord commercial de 1940

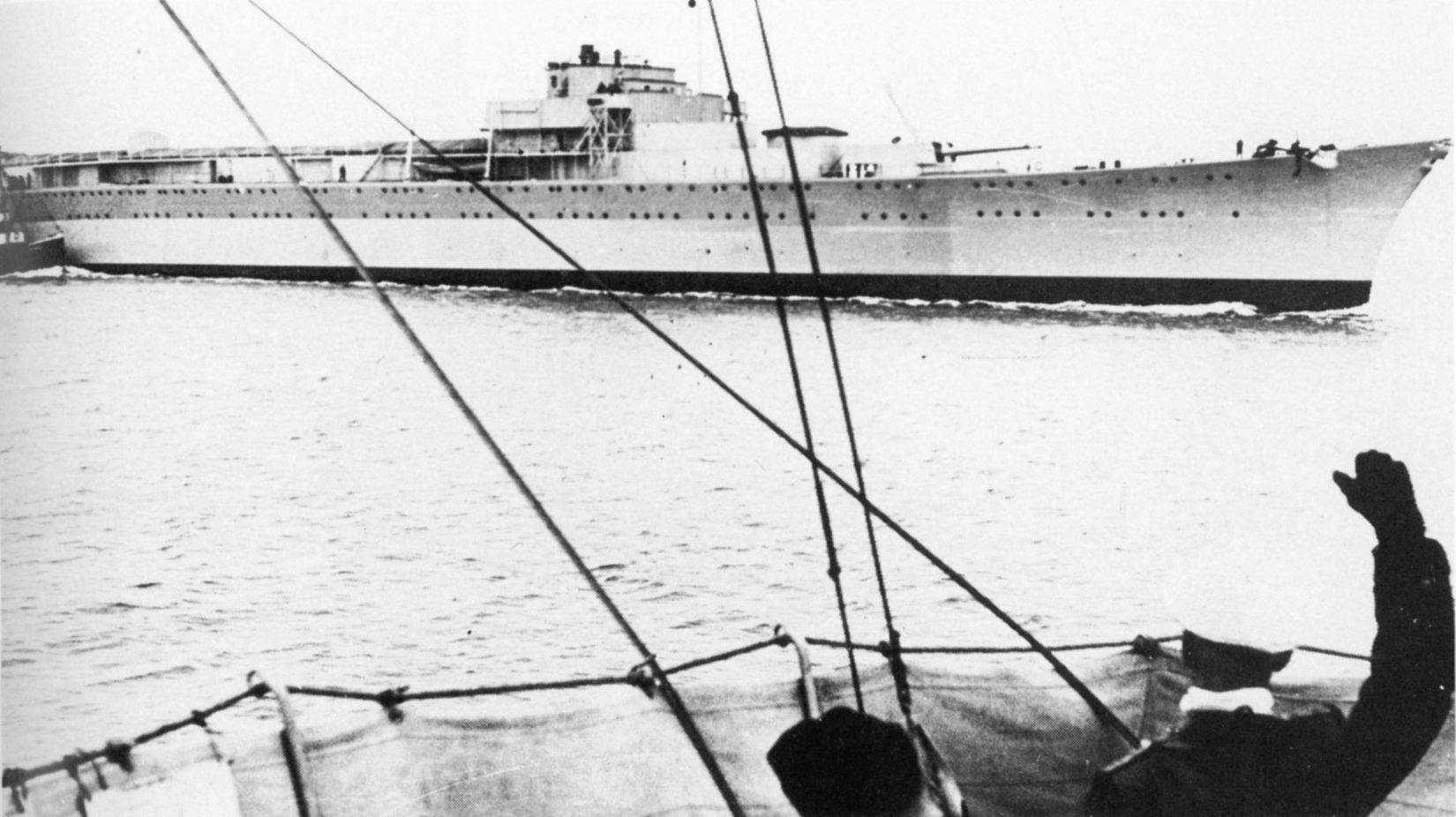
Le Lutzow, le 5e croiseur allemand de la classe Admiral Hipper

Le 11 février 1940, l'accord germano-soviétique prévoyait l'échange de 650 millions de matières premières contre le même montant de produits manufacturés,. L'accord commercial aida l'Allemagne à surmonter le blocus britannique. L'accord prévoyait qu'un million de tonnes de céréales, 900 000 tonnes de pétrole et plus de 500 000 tonnes de minerais divers (principalement du minerai de fer) seraient échangés contre des usines d'essence synthétique, des navires, des machines-outils et du charbon. L'accord contenait également un protocole secret permettant à l'Union soviétique d'acquérir des ressources d'autres pays au nom de l'Allemagne.
Les Soviétiques reçurent le croiseur Lützow incomplet en mai 1940, les plans du cuirassé Bismarck, une machinerie complète pour un destroyer, des canons lourds, des plans d'appareils dont les chasseurs Bf 109, et Bf 110 et le bombardier Ju 88,. Ils reçurent également des équipements électriques, des locomotives, des turbines, des machines-outils et des exemplaires d'artillerie, de chars et d'explosifs allemands.

## Accroissement des relations économiques

### Fourniture soviétique de matières premières et autres aides
Sous l'égide de l'accord économique, les échanges entre l'Union soviétique et l'Allemagne furent multipliés par dix. Malgré quelques ralentissements, l'URSS remplit tous ses engagements. Elle devint un fournisseur essentiel de l'Allemagne pour de nombreuses matières premières.
Les marchandises soviétiques étaient convoyées par Brest-Litovsk à travers les territoires occupés de Pologne et transférés sur des wagons adaptés au réseau ferré européen. Les Soviétiques permirent également le passage de convois destinés à l'Allemagne depuis la Roumanie, l'Iran, l'Afghanistan et réduisirent de 50 % les taxes douanières sur les produits provenant du Mandchoukouo sous contrôle japonais. Les chiffres allemands des exportations soviétiques vers l'Allemagne, qui ne prennent pas compte des marchandises encore en transit lors du déclenchement de l'opération Barbarossa en juin 1941, incluent, : 
| Produits pétroliers  | 5,1   | 617,0 | 254,2 |  | 941,7  |
| Céréales             | 0,2   | 820,8 | 547,1 |  | 1611,1 |
| Légumineuses         | 10,9  | 47,2  | 34,8  |  | NA     |
| Manganèse            | 6,2   | 64,8  | 75,2  |  | 165,2  |
| Phosphates           | 32,3  | 131,5 | 56,3  |  | 202,2  |
| Huiles industrielles | 4,4   | 11,0  | 8,9   |  | NA     |
| Chrome               | 0,0   | 26,3  | 0,0   |  | 23,4   |
| Cuivre               | 0,0   | 7,1   | 7,2   |  | NA     |
| Nickel               | 0,0   | 1,5   | 0,7   |  | NA     |
| Étain                | 0,0   | 0,8   | 0,0   |  | NA     |
| Platine              | 0,0   | 1,5   | 1,3   |  | NA     |
| Produits chimiques   | 1,8   | 4,5   | 1,2   |  | NA     |
| Textiles             | 9,0   | 99,1  | 41,1  |  | 171,4  |
| Bois                 | 171,9 | 846,7 | 393,7 |  | 1227,6 |
| Tourteaux            | 0,0   | 29,0  | 8,6   |  | 41,8   |
| *milliers de tonnes  |       |       |       |  |        |

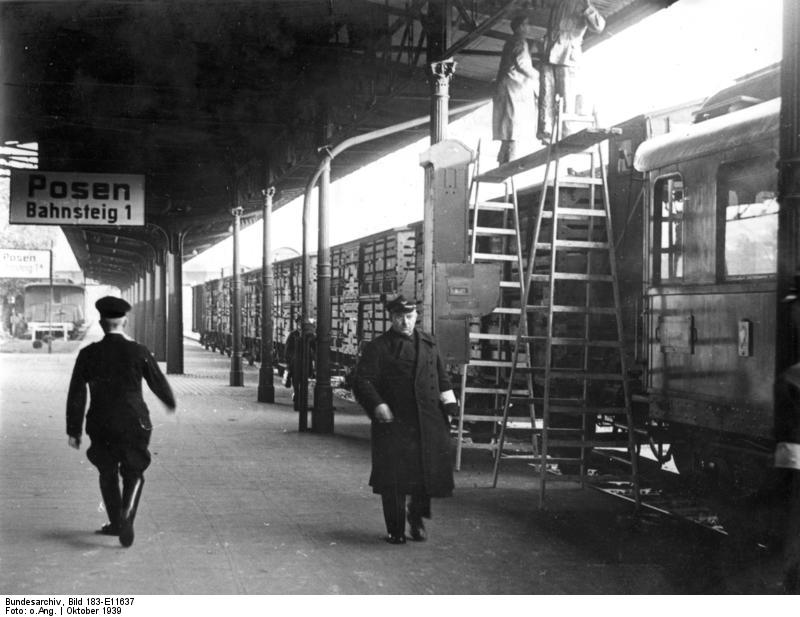
Train de fret arrivant en Pologne occupée par l'Allemagne, octobre 1939

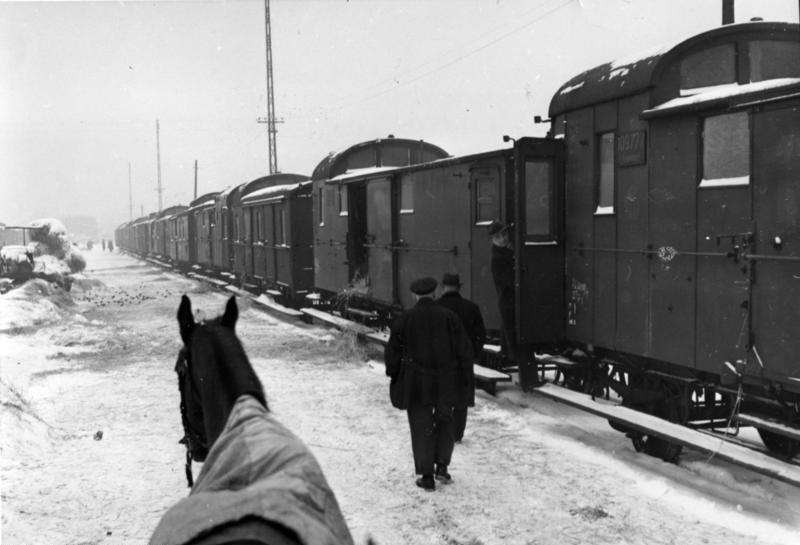
Train de pommes de terre arrivant à Berlin en janvier 1940

L'URSS acheta et achemina également des produits vers l'Allemagne comme le caoutchouc d'Inde. Les Soviétiques convoyèrent pour 800 millions de Reichsmarks de marchandises. Les marchandises importées par l'Allemagne en utilisant le Transsibérien depuis l'Iran et l'Afghanistan incluent :
| Caoutchouc                    | NA  | 4,5  | 14,3  |
| Cuivre                        | NA  | 2,0  | 2,8   |
| Soja                          | NA  | 58,5 | 109,4 |
| Huile de baleine & de poisson | NA  | 56,7 | 46,2  |
| Noix                          | NA  | 9,3  | 12,1  |
| Boites de conserve            | NA  | 5,0  | 3,8   |
| Textiles                      | 0,0 | 19,0 | 17,0  |
| Légumineuses                  | 0   | 7,0  | 2,0   |
| Fruits secs                   | 8,0 | 42,0 | 8,0   |
| *milliers de tonnes           |     |      |       |

L'accord commercial aida l'Allemagne à surmonter le blocus britannique. À partir de juin 1940, les exportations soviétiques représentèrent plus de 50 % des importations allemandes et atteignirent jusqu'à 85 % de celles-ci.

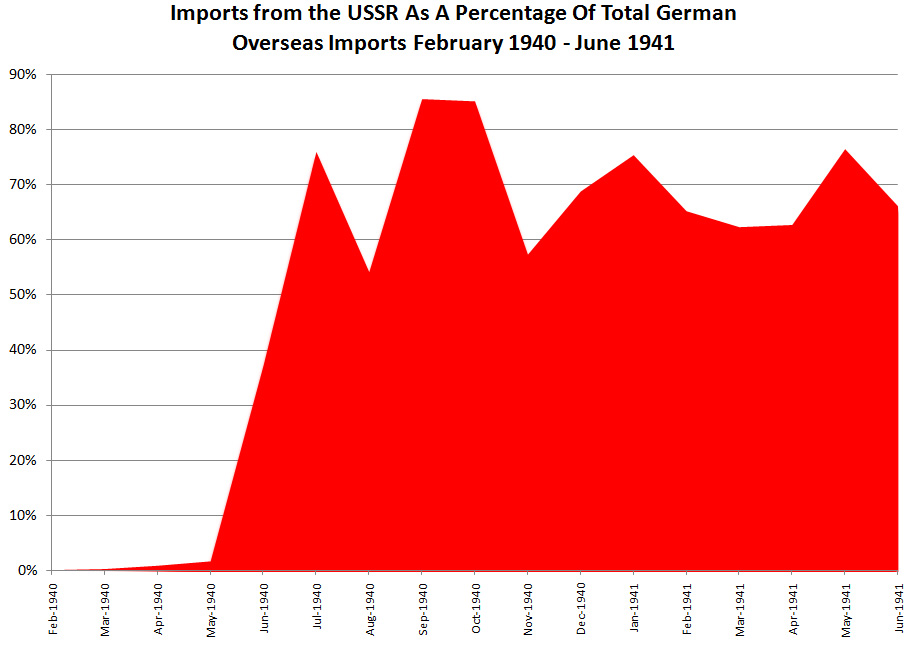
Pourcentage des importations d'Union soviétique dans les importations totales allemandes entre février 1940 et juin 1941

Il n'y avait jamais eu un tel commerce entre les deux pays. Les exportations soviétiques de chrome, de manganèse et de platine couvraient 70 % des besoins allemands. Elle fournissait 100 % de l'orge, du seigle et de l'avoine allemands. Les trois-quarts des exportations de pétrole et de céréales, les deux-tiers des exportations de coton et 90 % des exportations de bois étaient destinées à l'Allemagne. De son côté, l'Allemagne fournissait 31 % des importations soviétiques dont 46 % de ses machines-outils.

### Inquiétudes allemandes et procrastination

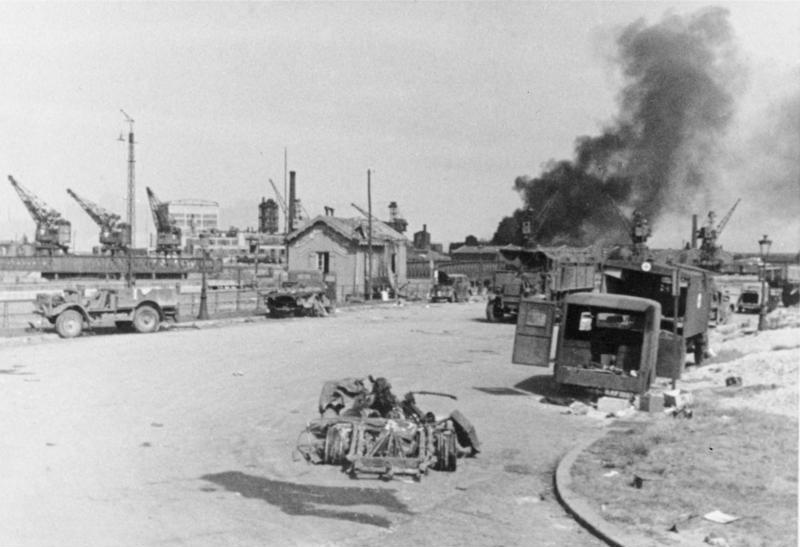
Incendie des stocks de carburant français dans le port de Calais après le bombardement britannique en mai 1940

Au cours de l'été 1940, l'Allemagne devint de plus en plus dépendante des importations soviétiques. Alors que les acquisitions allemandes en France, dans les Pays-Bas et en Belgique permirent la capture de carburant et de gisements de fer, elles créaient également de nouveaux besoins et réduisaient les possibilités d'approvisionnement indirect (les Pays-Bas et la Belgique restèrent neutres jusqu'à l'attaque allemande et commerçaient donc avec elle)  .
Le pétrole soviétique continuait d'inonder l'Allemagne, principalement par rail depuis le port de Varna en Bulgarie. Hitler caractérisa ce besoin de pétrole comme "le plus urgent" et ajouta cependant que "cela ne deviendrait pas critique tant que la Roumanie et la Russie continuaient leurs livraisons et que les usines d'hydrogénation étaient efficacement protégées contre les bombardements". Après l'occupation forcée de la Bessarabie et de la Bucovine par l'URSS en août 1940, l'Allemagne demanda la livraison des 100 000 tonnes de céréales commandées à la Bessarabie, des garanties sur la propriété privée des Allemands en Roumanie et l'assurance que les trains convoyant le pétrole roumain seraient épargnés. L'Allemagne s'empara des minerais de Scandinavie, en particulier le minerai de fer de Kiruna, signa un accord pétrolier avec la Roumanie et put accéder au tungstène et au mercure espagnol après l'invasion de la France.
La Grande Allemagne et sa sphère d'influence manquait, entre autres, de 500 000 tonnes de manganèse, de 3,3 millions de tonnes de phosphate, de 200 000 tonnes de caoutchouc et de 9,5 millions de tonnes de pétrole. L'invasion de l'Union soviétique devint de plus en plus tentante pour sortir de cette crise économique. Alors qu'aucun plan concret n'avait encore été fait, Hitler déclara à l'un de ses généraux en juin que ses victoires en Europe occidentale avaient "finalement libéré ses mains pour la véritable tâche importante : la confrontation avec le bolchevisme", ce à quoi les généraux lui répondirent que l'occupation de l'ouest de la Russie serait "plus une charge qu'un soulagement pour l'économie allemande". C'était le cas du chef de la Kriegsmarine, Erich Raeder qui s'opposa à une guerre contre l'URSS. Les planificateurs militaires reçurent néanmoins l'ordre de préparer un éventuelle guerre à l'est dont le nom de code était "Fritz".
L'Allemagne qui disposait de 27 mois pour terminer ses livraisons, les retarda le plus possible. Elle livra quelques grues flottantes, cinq avions, plusieurs tourelles, deux périscopes de sous-marins et des outils de construction maritime. Elle livra ensuite quelques exemplaires de sa technologie agricole. À la fin juin, l'Allemagne n'avait livré que 82 millions de Reichsmarks de marchandises (dont 25 millions pour le Lützow) contre 600 millions pour les livraisons soviétiques.

### Suspension des livraisons
En août 1940, l'Allemagne était en retard de 73 millions de Reichsmarks par rapport aux exigences de l'accord commercial de 1940. De son côté l'Union soviétique avait livré pour 300 millions de Reichsmarks de matières premières.
Ce même mois, l'URSS cessa brièvement ses livraisons après une tension des relations dues à la situation dans les Balkans, à la guerre d'Hiver, aux retards dans les livraisons allemandes et l'inquiétude de Staline que la guerre à l'ouest soit terminée, ce qui retournerait l'Allemagne vers la Russie. L'arrêt des livraisons posa de sérieux problèmes de ressources à l'Allemagne. Joachim von Ribbentrop écrivit une lettre à Staline lui promettant que « dans l'opinion du Führer... Il apparaissait que la mission des quatre puissances (l'Allemagne, l'Italie, l'Union soviétique et le Japon) était d'adopter des mesures ambitieuses pour orienter le développement de leur population dans la bonne direction par la délimitation de leurs intérêts sur une échelle mondiale ». À la mi-août, les relations s'améliorèrent à nouveau à la suite de la modification des frontières roumaines au profit de la Hongrie et de la Bulgarie, de plus Staline était à nouveau convaincu que la guerre à l'ouest serait longue à la suite du redressement britannique lors de la bataille d'Angleterre et de l'accord entre le Royaume-Uni et les États-Unis concernant la livraison de destroyers à la Grande-Bretagne, premier signe de la sortie de l'isolationnisme américain.
L'Allemagne retarda la livraison du croiseur Lützow et des plans du Bismarck le plus longtemps possible et lorsqu'il fut enfin livré, il était à peine construit.

## Possible entrée de l'Union soviétique dans l'Axe

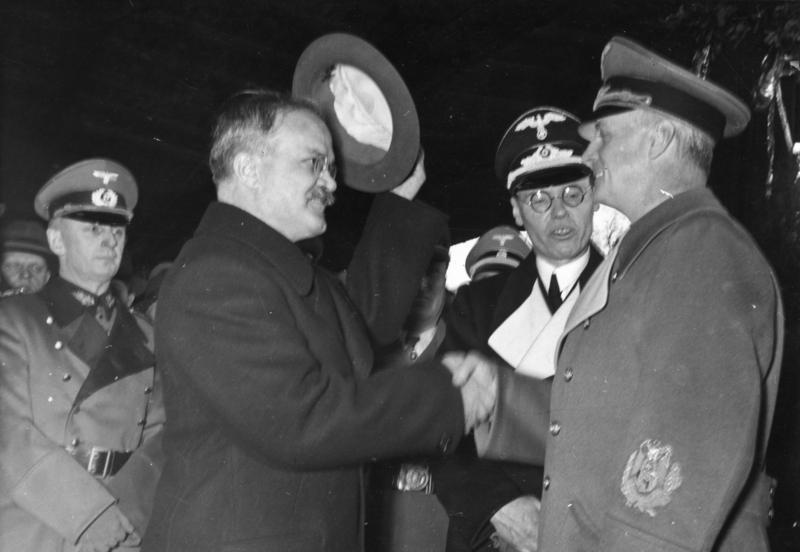
Joachim von Ribbentrop accueillant Vyacheslav Molotov à Berlin, novembre 1940

Hitler envisageait une guerre contre l'Union soviétique depuis juillet 1940. Cependant, après la création du pacte tripartite avec le Japon et l'Italie en octobre 1940, l'URSS réfléchit à une possible entrée dans l'Axe. Staline envoya Molotov à Berlin pour négocier en personne avec Ribbentrop et Hitler qui évoquait la destruction de l'Empire britannique comme une « gigantesque propriété mondiale en faillite » qu'il conviendrait de se partager,,. Après de longues discussions, l'Allemagne présenta à l'Union soviétique une ébauche de plan concernant la répartition des sphères d'influences entre les quatre puissances de l'Axe (Allemagne, Japon, Italie et Union soviétique),,. Onze jours plus tard, les Soviétiques présentèrent une contre-proposition signée par Staline dans laquelle ils acceptaient l'accord mais demandaient des droits sur la Bulgarie et sur une zone regroupant l'Iran et l'Irak moderne. Ils promirent également la livraison de 2,5 millions de tonnes de céréales avant le 11 mai 1941 soit un million de tonnes supplémentaires par rapport à ses obligations ainsi que des compensations intégrales pour les propriétés des Volksdeutsche. L'Allemagne ne répondit jamais à cette offre, et peu de temps après, Hitler emit une directive secrète concernant une éventuelle attaque de l'Union soviétique,. 
Hitler souhaitait un accord économique supplémentaire pour obtenir tout ce qu'il pourrait avant l'invasion tandis que les autres officiels allemands voulaient un tel accord dans l'espoir que cela changerait la direction anti-soviétique de la politique allemande. Sachant qu'ils préparaient l'invasion, les négociateurs allemands essayèrent de repousser la livraison des marchandises jusqu'à l'été 1941. Méfiants, les Soviétiques demandèrent en décembre que toutes les questions en souffrance soient réglées avant la signature d'un nouvel accord. La tension s'était déjà accrue après que l'Allemagne eut ignoré la proposition de Staline concernant l'entrée dans l'Axe. Dans le même temps, les planificateurs militaires allemands prirent conscience de la fragilité des approvisionnements pétroliers soviétiques après que des estimations militaires alliées qu'ils s'étaient appropriées en France eurent indiqué que « quelques bombes incendiaires seraient suffisantes pour stopper Bakou pendant des années. »
La Grande-Bretagne prévoyait en septembre 1940 que l'Allemagne souffrirait de pénuries en pétrole avant juin 1941. Ils croyaient également que l'Allemagne ne pourrait améliorer sa situation qu'en battant le Royaume-Uni ou en chassant la Royal Navy de Méditerranée orientale pour acheminer le pétrole roumain par mer. Un espion américain vola un rapport allemand détaillant le besoin d'une invasion de l'Union soviétique du fait des pénuries en matières premières prévues pour la mi-1941.

## L'accord commercial de 1941

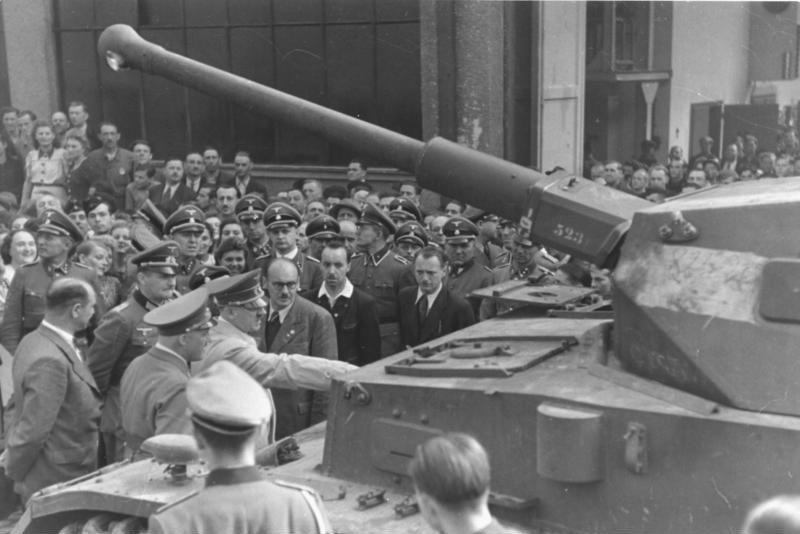
Hitler examinant un char, avril 1944

Le 10 janvier 1941, l'Union soviétique et l'Allemagne signèrent un accord à Moscou pour mettre fin aux questions en suspens comme demandé par les Soviétiques. L'accord étendit les échanges prévus par l'accord de 1940 jusqu'au 1er août 1942 et accrut les niveaux d'échanges,. Il régla également de nombreux différends frontaliers et la question de l'indemnisation des populations expulsées. Il prévoyait la "migration forcée" en moins de deux mois des Allemands vivants dans les états baltes contrôlés par l'Union soviétique et des Russes vivants dans les territoires contrôlés par l'Allemagne. Des protocoles secrets prévoyaient que l'Allemagne renoncerait à une bande de terre en Lituanie qu'elle devait recevoir dans le cadre du traité d'amitié et de reconnaissance de la frontière commune en échange de 7,5 millions de dollars. Du fait de la volatilité des monnaies, les deux pays utilisèrent le dollar US pour mesurer les compensations. 
Du fait que l'Allemagne était en position de force pour négocier, Karl Schnurre conclut, en termes économiques, que l'accord était le "plus important jamais signé par l'Allemagne, allant bien au-delà de l'accord de février 1940." L'accord incluait l'engagement soviétique de livrer 2,5 millions de tonnes de céréales et un million de tonnes de produits pétroliers ainsi que des quantités importantes de métaux non ferreux. Le 17 janvier 1941, Molotov demanda aux émissaires allemands lequel des parties devait travailler à un accord pour l'entrée de l'URSS dans l'Axe. Molotov exprima son étonnement concernant l'absence de réponse allemande à la proposition soviétique. L'Allemagne était déjà en train de préparer l'invasion de l'Union soviétique. Le 18 décembre 1940, Hitler avait signé la directive 21 destinée au haut-commandement allemand concernant une opération baptisée opération Barbarossa prévoyant que "la Wehrmacht devait se préparer à écraser l'Union soviétique en une courte campagne." Hitler déclara à Reader que l'Allemagne devait prendre Mourmansk pour empêcher tout approvisionnement de l'URSS.

## Ultimes tentatives soviétiques pour améliorer les relations
Bien que Staline se préparât à une guerre de plus en plus probable, il continuait de croire qu'il pourrait au moins éviter une confrontation à court terme. Dans une tentative pour démontrer ses intentions pacifiques envers l'Allemagne, les Soviétiques signèrent un pacte de non-agression avec l'empire du Japon le 13 avril 1941. Alors que Staline avait peu de confiance dans la neutralité japonaise, il sentait que le pacte serait politiquement important et pensait que les officiels allemands étaient divisés sur l'opportunité d'attaquer ou non l'URSS.
Il ne savait pas qu'Hitler évoquait secrètement cette invasion depuis l'été 1940 et qu'il avait ordonné à ses officiers de se préparer à la guerre sans tenir compte des négociations concernant une possible alliance avec l'URSS. Ce dernier ignorait les défaitistes et déclara à Hermann Göring que « tout le monde soulevait des appréhensions économiques contre une guerre avec la Russie et qu'à partir de maintenant, il allait refuser toute discussion sur ces sujets pour se concentrer sur la planification de l'invasion ». Cela fut transmis au général Georg Thomas qui préparait des rapports prévoyant des conséquences négatives d'une invasion qui serait un gouffre à moins de capturer le pays intact. Étant donné les dernières décisions d'Hitler concernant les conseils négatifs, Thomas nuança son rapport. Le ministre des finances, Lutz Schwerin von Krosigk, lui aussi opposé à l'invasion, avança que l'Allemagne manquerait de céréales du fait de la politique de la terre brûlée soviétique, du manque de moyens de transports en Russie et de la baisse de productivité du fait de la réquisition des soldats pour l'attaque. 
Les Allemands repoussèrent de nombreuses livraisons de manière qu'elles ne soient jamais réalisées et tergiversèrent à propos d'un prochain accord. Les Soviétiques accédèrent aux demandes allemandes concernant les frontières de la Roumanie et de la Finlande. Lors d'une réunion le 28 avril 1941, l'ambassadeur allemand à Moscou Friedrich-Werner von der Schulenburg déclara que Staline était prêt à faire de nouvelles concessions dont la livraison de 5 millions de tonnes de céréales l'année suivante. L'attaché militaire Krebs ajouta que les Soviétiques « feraient tout pour éviter une guerre et céderaient sur chaque problème en faisant des concessions territoriales ».
Staline tenta de nouveau d'apaiser l'Allemagne en livrant en mai/juin des marchandises que les entreprises allemandes n'avaient pas demandées. Les officiels allemands conclurent en mai que « nous pouvons faire des demandes économiques allant au-delà des dispositions du traité de janvier 1941 ». Le même mois, ils établirent que « le gouvernement russe est prêt à tout faire pour éviter un conflit avec l'Allemagne ». Le 18 juin, quatre jours avant l'attaque allemande, les Soviétiques avaient même promis aux Japonais qu'ils pouvaient convoyer de plus grandes quantités de marchandises le long du Transsibérien  .
Les livraisons de caoutchouc avaient énormément augmenté dans les derniers mois, remplissant les entrepôts allemands. 76 % des 18 000 tonnes de caoutchouc que l'Allemagne avait reçu au total avaient été livrées en mai/juin 1941. 2 100 tonnes franchirent la frontière la veille du déclenchement de l'attaque allemande.

## Hitler brise le pacte

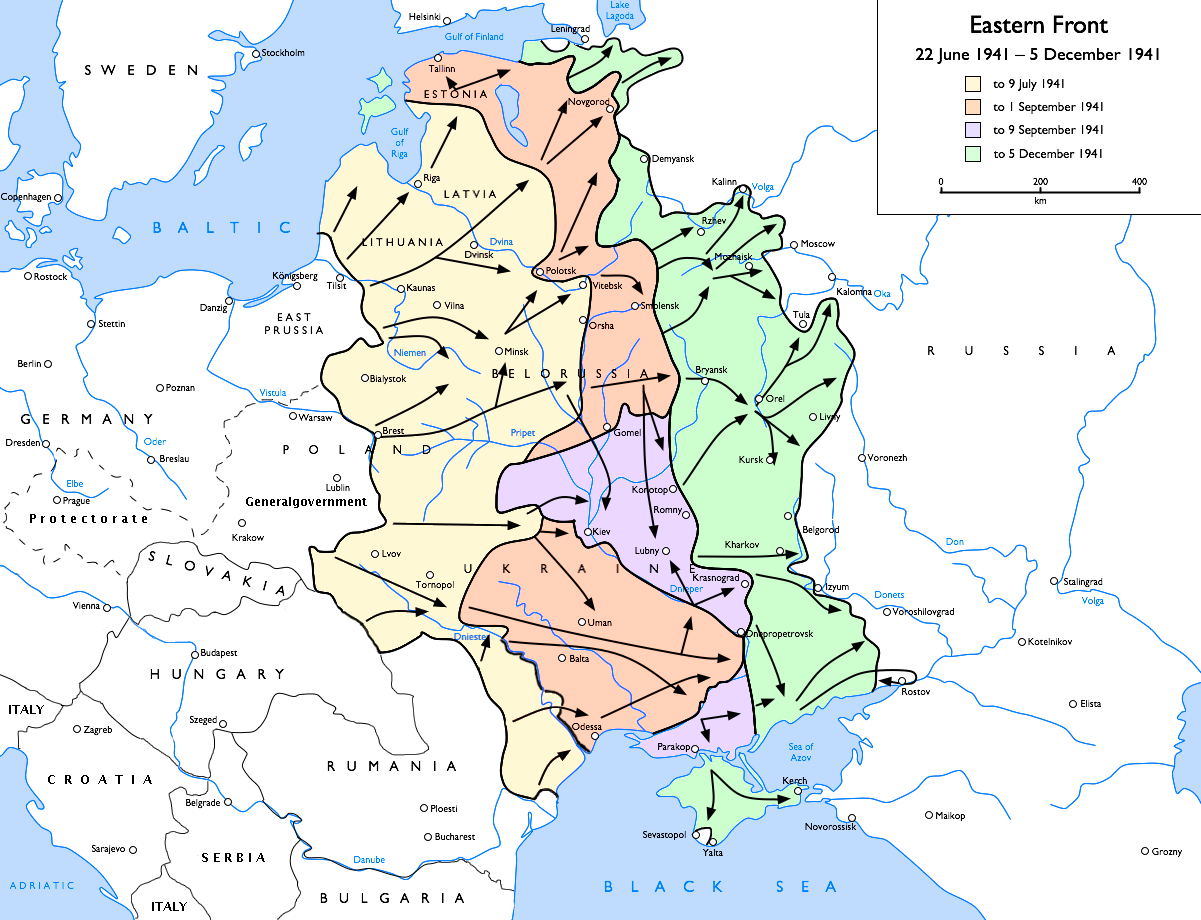
Avancée allemandes du 22 juin 1941 au 5 décembre 1941

### Invasion initiale

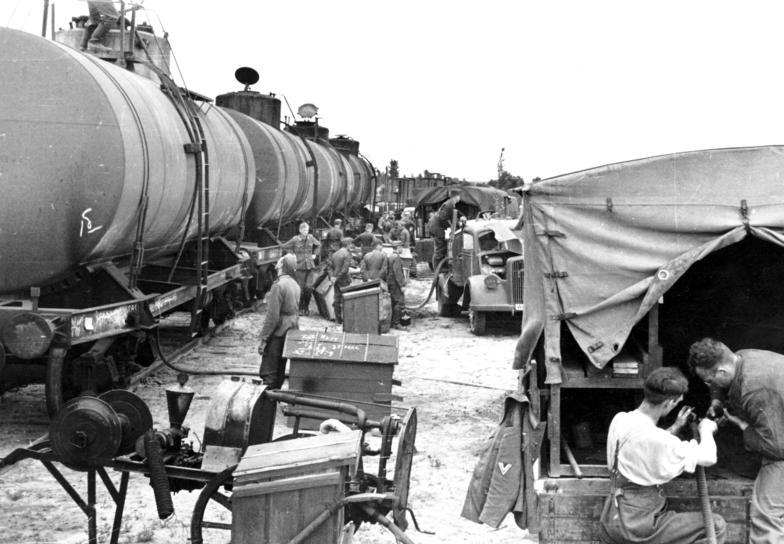
Allemands se ravitaillant avec des citernes ferroviaires une semaine après le déclenchement de l'opération Barbarossa

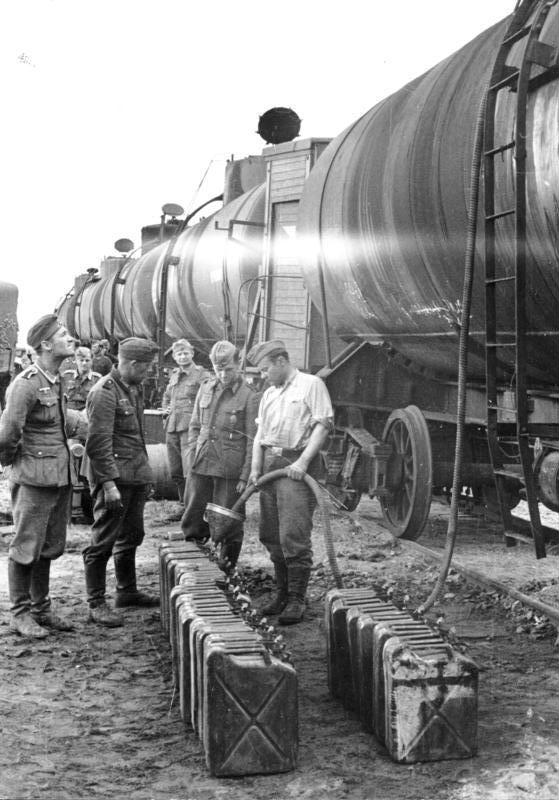
Même scène.

Le 22 juin 1941, l'Allemagne lança l'opération Barbarossa, l'invasion de l'Union soviétique. Comme l'invasion était prévue depuis la fin de l'année 1940, l'Allemagne avait réussi à éviter la livraison de 750 millions de Reichsmarks de marchandises qu'elle devait effectuer d'après les termes de l'accord. Néanmoins, il était prévu que les Soviétiques effectueraient des livraisons pour un montant de 520 millions de Reichsmarks. Peu de temps avant l'attaque du 22 juin, les navires allemands commencèrent à quitter les ports soviétiques, certains d'entre eux n'avaient même pas été déchargés. 
Après l'invasion, les Soviétiques allaient perdre en moins de six mois 4,3 millions de soldats dont 3 millions de prisonniers. Une grande majorité d'entre eux allaient mourir dans les camps de prisonniers allemands avant février 1942. Les Allemands avaient avancé de 1 700 km et tenaient un front de 3 100 km.  
La neutralité soviétique entre 1939 et 1941 permit à l'Allemagne d'éviter une guerre sur deux fronts tout en lui permettant de recevoir les précieuses ressources soviétiques. Ironiquement, ce fut grâce au soutien soviétique entre 1939 et 1941 que l'Allemagne put l'attaquer. Sans les livraisons de pétrole soviétique, les stocks allemands auraient été en pénurie en octobre 1941.
| Produits pétroliers                                                               | 912     | 1 350 | 438    | 905  | -7     |
| Caoutchouc                                                                        | 18,8    | 13,8  | -4.9   | 12.1 | -6.7   |
| Manganèse                                                                         | 189,5   | 205   | 15,5   | 170  | -19.5  |
| Céréales                                                                          | 1 637,1 | 1 381 | -256.1 | 761  | -876.1 |
| Stocks allemands en milliers de tonnes avec ou sans les importations soviétiques) |         |       |        |      |        |
Sans la livraison de ces quatre éléments essentiels par les Soviétiques, l'Allemagne aurait à peine put attaquer l'Union soviétique même avec un rationnement extrêmement sévère. Estimer les gains soviétiques issus des transferts de technologie allemande est difficile car ils furent certainement moins vitaux pour l'Union soviétique que les livraisons de matières premières à l'Allemagne. Le Lützow ne fut jamais terminé et fut utilisé comme batterie immobile jusqu'à son naufrage le 17 septembre à la suite de tirs allemands, il fut par la suite remis en service en 1943 mais ne joua qu'un rôle mineur dans la suite de la guerre. Les experts soviétiques étaient néanmoins satisfait des quelques appareils livrés. Bien que la plupart des machines-outils livrées furent recapturées par l'Allemagne ou détruites lors du retrait soviétique, les unités restantes jouèrent un rôle important pour rééquiper l'Armée rouge. Les livraisons de charbon allemand furent supérieures à tout ce que les Soviétiques auraient pu recevoir de la part d'un autre pays.
Cependant, si l'Allemagne livra un total de 500 millions de Reichsmarks à l'Union soviétique, celle-ci reçut plus de 13 milliards de Reichsmarks de la part des alliés au cours de la guerre.

### Après Barbarossa

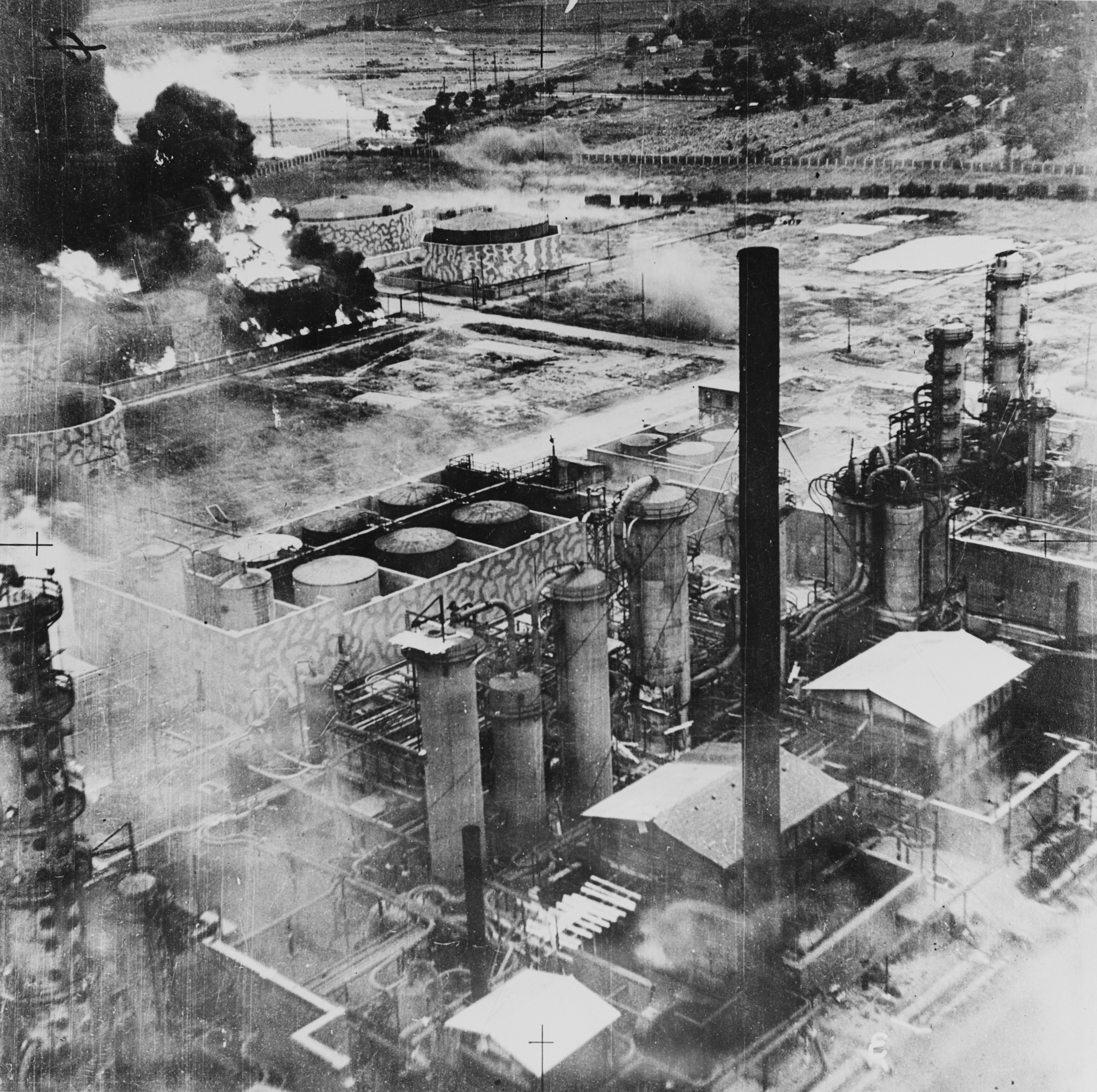
Raffineries de Ploiești en Roumanie bombardées par les États-Unis en 1943

Alors qu'au début décembre 1941, les allemands étaient arrivés à moins de 25 km du Kremlin de Moscou, ils furent repoussés par une violente contre-attaque soviétique qui manqua de balayer l'armée allemande. De plus, les Soviétiques réalisèrent l'impressionnant tour de force logistique d'évacuer près de 2 600 industries lourdes et 50 000 ateliers et usines plus petites à l'abri de l'envahisseur dans l'Oural, dans la région de la Volga, au Kazakhstan et en Sibérie. Des dizaines de milliers de trains transférèrent ces industries vers l'est ainsi que 16 millions d'ouvriers. Malgré la perte de la plus grande partie des régions industrielles de l'ouest, la production industrielle soviétique ne diminua pas et au contraire augmenta dépassant la production allemande à la fin de l'année 1942.
Inquiété par la possibilité d'un soutien américain après l'entrée en guerre des États-Unis en décembre 1941, par une possible invasion anglo-américaine sur le Front de l'Ouest en 1942 (qui n'arrivera cependant qu'en 1944) et par l'impossibilité d'une victoire rapide à l'est, Hitler chercha à s'emparer des champs de pétrole du Caucase pour pouvoir continuer la guerre indéfiniment. Lors de cette campagne dans le sud, les Allemands firent 625 000 prisonniers uniquement en juin et en août 1942. Pensant que les Soviétiques étaient sur le point de céder, les Allemands lancèrent une opération visant à capturer l'important centre industriel et verrou de la Volga, Stalingrad. Cette bataille mena à un désastre militaire qui fut l'un des tournant de la guerre. Le front oriental s'effondrant, les armées avançant difficilement vers Bakou durent se replier en catastrophe et au printemps 1943, le front était revenu sur les positions d'avant le déclenchement de l'opération Fall Blau  .
Sans les ressources soviétiques, de 1942 jusqu'à la fin de la guerre, l'effort de guerre allemand fut régulièrement ralenti par le manque de matières premières car l'Allemagne arrivait à peine à exploiter les ressources que les Soviétiques avaient consciencieusement détruites dans leur retraite. En termes de ravitaillement, le pétrole était le principal problème, avec des pénuries dès la fin de l'année 1941, ce qui poussa l'Allemagne à se tourner vers le pétrole du Caucase. Le Reich fut forcé de se tourner vers un pétrole synthétique dont la production ne put jamais satisfaire les besoins et dont la production fut sévèrement ralentie par les bombardements alliés à partir de 1944. Après la prise des puits de pétrole roumains par l'Armée rouge en août 1944, l'Allemagne ne pouvait plus compter que sur ses stocks déjà très faibles. Par exemple, la plupart des avions allemands dont la production avait explosé en 1944 étaient cloués au sol faute de carburant et quand ils pouvaient voler, les pilotes étaient dramatiquement sous-entrainés.
L'approvisionnement en produits alimentaires, non plus, ne remplit pas les attentes. Les cinq millions de tonnes annuelles de céréales qui étaient censées provenir des territoires occupés ne se matérialisèrent jamais. En réalité, l'Allemagne ne parvint à retirer que 1,5 million de tonnes de céréales au cours de la guerre. Cependant, elle parvint à fournir de larges quantités de caoutchouc synthétique à partir de 1942, ce qui lui permit de résister aux pénuries.
Au total, comme les généraux l'avaient prédit, peu de matières premières furent récupérées en Union soviétique. Au cours des quatre années de la guerre à l'est, l'Allemagne ne parvint à obtenir que 4,5 milliards de biens des territoires soviétiques occupés, une fraction de ce qu'Hitler espérait pouvoir gagner. 
Repousser l'invasion allemande demanda des sacrifices épouvantables à l'Union soviétique. Les statistiques officielles soviétiques font état de 24 millions de morts dont 14 millions de civils soit 15 % de la population d'avant guerre. La moitié des 4 millions de prisonniers de guerre soviétiques ne survécurent pas à la guerre, par comparaison seuls 4 % des prisonniers de guerre français ou britanniques moururent. Les pertes économiques furent tout aussi catastrophiques. Environ 70 000 villes et villages soviétiques furent rasés. Six millions d'habitations, 98 000 fermes, 32 000 usines et des milliers de kilomètres de routes et de voies ferrées furent détruits. En réalité, la majorité de ces "sacrifices" était due à des erreurs tactiques ou stratégiques, ou aux décisions de déportations massives ou de répressions politiques, et n'eurent aucune efficacité militaire. 

### Sources
- (en) Bevin Alexander, How Hitler Could Have Won World War II : The Fatal Errors that Led to Nazi Defeat, New York, N.Y, Three Rivers Press, 2000, 352 p. (ISBN 978-0-609-80844-3, OCLC 49737154)
- (en) Roman Brackman, The Secret File of Joseph Stalin : A Hidden Life, Londres, Frank Cass Publishers, 2001, 466 p. (ISBN 978-0-7146-5050-0, OCLC 902201689, lire en ligne)
- (en) John Erickson, The Soviet High Command : A Military-political History, 1918–1941, Londres, Frank Cass, coll. « Cass series on Soviet (Russian) military institutions » (no 3), 2001, 889 p. (ISBN 978-0-7146-5178-1, OCLC 48362493, lire en ligne)
- (en) Edward E. Ericson, Feeding the German Eagle : Soviet Economic Aid to Nazi Germany, 1933–1941, Westport (Conn.), Praeger, 1999, 265 p. (ISBN 978-0-275-96337-8, OCLC 469854953, lire en ligne)
- (en) Joachim C. Fest (trad. Richard and Clara Winston), Hitler, Orlando, Fla., Harcourt Brace Publishing, 2002 (1re éd. 1974), 844 p. (ISBN 978-0-15-602754-0, OCLC 868028007)
- (en) Orlando Figes, The whisperers : private life in Stalin's Russia, New York, Metropolitan Books, 2007, 739 p. (ISBN 978-0-8050-7461-1, OCLC 963478327)
- (en) Mark Harrison, The economics of World War II : six great powers in international comparison, Cambridge, Cambridge University Press, coll. « Studies in macroeconomic history. », 2005, 307 p. (ISBN 978-1-306-57826-4, OCLC 876342533)
- (en) Mark Harrison et R. W Davies, « The Soviet military‐economic effort during the second five‐year plan (1933-1937) », Europe-Asia Studies, vol. 49, no 3,‎ 1997, p. 369–406 (ISSN 0966-8136)
- (en) Paul N. Hehn, A Low Dishonest Decade : The Great Powers, Eastern Europe, and the Economic Origins of World War II, 1930–1941, New York ; London, Continuum International Publishing Group, 2005 (1re éd. 2002), 516 p. (ISBN 978-0-8264-1761-9, OCLC 61302486, lire en ligne)
- (en) Williamson Murray, The change in the European balance of power, 1938-1939 : the path to ruin, Princeton, N.J, Princeton University Press, 1984, 494 p. (ISBN 978-0-691-05413-1 et 978-0-691-10161-3, OCLC 185430245)
- (en) R. J. Overy, The Dictators : Hitler's Germany and Stalin's Russia, W. W. Norton & Company, 2004, 848 p. (ISBN 978-0-393-02030-4 et 978-0-393-32797-7, OCLC 55885552, lire en ligne)
- (en) R. J. Overy, Why the allies won, New York, W.W. Norton, 1996, 396 p. (ISBN 978-0-393-31619-3 et 978-0-393-03925-2, OCLC 42827561)
- (en) Tobias R. Philbin III, The Lure of Neptune : German–Soviet Naval Collaboration and Ambitions, 1919–1941, Columbia, SC, University of South Carolina Press, coll. « Studies in maritime history », 1994, 192 p. (ISBN 978-0-87249-992-8, OCLC 243802978, lire en ligne)
- (en) Geoffrey Roberts, Stalin's Wars : From World War to Cold War, 1939–1953, New Haven, Conn. ; London, Yale University, 2006, 468 p. (ISBN 978-0-300-11204-7, OCLC 71164004, lire en ligne)
- (en) William L. Shirer, The Rise and Fall of the Third Reich : A History of Nazi Germany, Simon and Schuster, 1990, 1249 p. (ISBN 978-0-671-72868-7, OCLC 694252465, lire en ligne)
- (en) Bernd Wegner, From Peace to War : Germany, Soviet Russia, and the World, 1939–1941, Providence, Berghahn Books, 1997, 632 p. (ISBN 978-1-57181-882-9, OCLC 35084637, lire en ligne)
- (en) Gerhard L. Weinberg, A World at Arms : A Global History of World War II, Cambridge, England, Cambridge University Press, 1995, 1178 p. (ISBN 978-0-521-55879-2, OCLC 658921017, lire en ligne)
- (en) John Ashley Soames Grenville et Bernard Wasserstein, The Major International Treaties of the Twentieth Century : A History and Guide with Texts, Routledge, 2001, 990 p. (ISBN 978-0-415-14125-3, 978-0-415-23799-4 et 978-0-415-23798-7, OCLC 976697987, lire en ligne)
- (en) Aleksandr Moiseevich Nekrich (trad. Gregor L. Freeze, préf. Adam B. Ulam), Pariahs, Partners, Predators : German–Soviet Relations, 1922–1941, New York, Columbia University Press, 1997, 308 p. (ISBN 978-0-231-10676-4, OCLC 878420543)
- February 26, 1940 "MEMORANDUM ON THE GERMAN–SOVIET COMMERCIAL AGREEMENT" by Dr Karl Schnurre, Head of the Eastern European and Baltic Section of the Commercial Policy Dlvision of the German Foreign Office